# Junsele distrikt
Junsele distrikt är ett distrikt i Sollefteå kommun och Västernorrlands län. Distriktet ligger omkring Junsele i norra Ångermanland. 

## Tidigare administrativ tillhörighet
Distriktet inrättades 2016 och utgörs av Junsele socken i Sollefteå kommun.
Området motsvarar den omfattning Junsele församling hade 1999/2000.

## Tätorter och småorter
I Junsele distrikt finns en tätort men inga småorter.

### Tätorter
- Junsele